# Tatort: Rendezvous mit dem Tod
Rendezvous mit dem Tod ist eine Folge der deutschen Fernsehkrimireihe Tatort aus dem Jahr 2011. Der Film des Mitteldeutschen Rundfunks wurde am 20. Februar 2011 erstmals im Ersten ausgestrahlt. Es handelt sich um die 791. Tatort-Folge und um den zehnten Fall mit dem Leipziger Ermittlerduo Saalfeld und Keppler. In ihrem neuen Fall ermitteln die Kommissare in einer Mordserie an Männern und einem Vermisstenfall an einer Frau.
Ein Selbstmord ohne Leiche beschäftigt Saalfeld. Keppler ermittelt im Fall eines Mannes, den man gefesselt und tot in der Badewanne fand. Doch erst Saalfeld erkennt, dass beide Fälle zusammenhängen …

## Handlung
Man sieht ein Paar beim vermeintlichen Liebesspiel im Bett, doch am Ende ist die Frau tot, der unbekannte Mann schafft ihre Leiche weg. Derweil verabschiedet sich Saalfeld von ihrem neuen Freund, dem Arzt Dr. Holsten, den sie seit ihrem letzten Fall Tatort: Schön ist anders kennt, und Keppler bewirbt sich um eine Leitungsposition beim BKA in Wiesbaden. In Saalfelds Auto entdeckt Keppler die Mütze von Dr. Holsten, er reagiert mit schnippischen Bemerkungen. Beide werden zu einem Seitenkanal der Elster gerufen, wo ein Jogger auf einer Brücke ein Auto mit geöffneten Türen gefunden hat. Polizeitaucher suchen im Fluss nach einer möglichen Leiche. Menzel spekuliert, dass es sich um Suizid handeln könnte. Im Auto finden sich Papiere einer Carla Schütz, einer 52-jährigen Frau aus Leipzig. Weiterhin finden sich in ihren Sachen Schlaftabletten. Saalfeld und Keppler vermuten nun auch Suizid. Keppler wird zu einem anderen Fall gerufen. Er meint, dass Menzel diese Routinesache auch alleine erledigen könnte, doch Saalfeld sieht den Fall nicht als Routine an. Sie wird stutzig, dass der Kofferraum des Wagens so sauber ist; man mache doch nicht seinen Kofferraum sauber, wenn man sich umbringen wolle. Saalfeld und Keppler fahren nunmehr zum Fundort im anderen Fall.
Da sich Saalfeld und Keppler unterwegs zerstreiten, fährt Saalfeld alleine zur Wohnung von Carla Schütz, während Keppler sich zu Fuß auf den Weg zum anderen Fall machen muss. Somit ermitteln die beiden in ihren Fällen getrennt. Saalfeld und Menzel finden in der Wohnung einen Brief, den man als Abschiedsbrief deuten könnte; die Wohnung wurde gründlich gereinigt. Menzel berichtet Saalfeld, dass im Kofferraum des Wagens eine Leiche transportiert wurde. Saalfeld sieht sich und ihr Gespür bestätigt. Die Wohnung und der Kofferraum wurden wohl deshalb so gründlich gereinigt, um Spuren zu beseitigen. Menzel weiß auch zu berichten, dass Keppler sich nach Wiesbaden beworben hat; er sieht dies als gute Nachricht. Keppler will Kommissariatsleiter werden. Saalfeld tut so, als wüsste sie darüber Bescheid. Ein Mann betritt unterdessen die Wohnung von Carla Schütz. Als er Saalfeld und Menzel bemerkt, ergreift er die Flucht. Draußen bei den Mülltonnen kann Saalfeld den Mann schließlich stellen. Es war ein Nachbar von Carla Schütz, der lediglich neugierig war. Keppler sucht unterdessen das Haus auf, in dem eine Männerleiche gefunden wurde. Der Mann hieß Jürgen Hahn. Hahn wurde in seiner eigenen Badewanne gefesselt. Seine Ex-Frau Birgit, die vom Tod ihres ehemaligen Mannes wenig beeindruckt zu sein scheint, gibt an, dass sie ihn vor vier Wochen zuletzt lebend gesehen habe. Beide hätten früher zusammen in Dresden gewohnt; sie lebe dort heute noch, er hingegen sei nach der Scheidung nach Leipzig gezogen. Ob er eine neue Beziehung hatte, wisse sie nicht. Sein Tresor steht offen und ist leer, offensichtlich ist er ausgeraubt worden. Keppler bittet sie, in Leipzig zu bleiben, bis die Ermittlungen abgeschlossen sind.
Der Nachbar von Carla Schütz, Herr Müller, sagt aus, er habe Carla Schütz über ein Partnersuchportal kennengelernt. Es sei ein lustiger Zufall gewesen, da beide ja gegenüber voneinander wohnten. Er zeigt Saalfeld das Profil von Carla Schütz. Sie habe ihn zurückgewiesen, weil er in seinem Profil nicht ehrlich gewesen sei. Zudem sei „ein anderer Mann schneller“ gewesen. Er bestreitet, Frau Schütz beobachtet zu haben, doch auf seiner Videokamera sind Frau Schütz und der Mann zu sehen. Keppler sucht die Klavierlehrerin auf, deren Visitenkarte er im Haus von Jürgen Hahn gefunden hat. Sie sagt aus, dass sie mit dem Toten liiert gewesen sei. Sie habe ihn einen Monat zuvor wegen unterschiedlicher Lebensauffassungen verlassen. Seither habe sie auch keinen Kontakt mehr zu ihm gehabt. Das Verhältnis zu seiner Ex-Frau sei gut gewesen. Keppler hält ihr vor, dass sie in den letzten Wochen jeden Tag bei ihm angerufen habe. Sie erklärt, dass sie noch Sachen bei ihm gehabt und deshalb mit ihm telefoniert habe. Als er sie um ihre Fingerabdrücke bittet, gibt sie ihm ein benutztes Glas und meint, das müsse reichen. Der Gerichtsmediziner hat mittlerweile festgestellt, dass jemand Jürgen Hahn eine Spritze in den Hals gerammt haben muss; die Nadel war abgebrochen und steckte noch im Hals. Das gespritzte Mittel hatte eine stark sedierende Wirkung, doch dies war nicht die Todesursache; er starb an Dehydratation, man hat ihn also in seiner Wanne verdursten lassen. Er habe zehn Tage in der Wanne gelegen, die erste Woche habe er noch gelebt. Das heißt, er hatte die erste Woche noch zu trinken bekommen, erst dann ließ man ihn verdursten. Es wurde auch jeden Tag in dieser Zeit der Höchstbetrag von seinem Konto abgehoben.
Auch Carla Schütz hat höhere Geldbeträge in den Tagen vor ihrem Verschwinden vom Konto abgehoben. Saalfeld vermutet, dass ihre Internetbekanntschaft sie finanziell ausgenommen hat, bevor er sie tötete. Im Präsidium spricht Saalfeld Keppler auf dessen Versetzungspläne an. Er gibt an, Karriere machen zu wollen; die Position würde mehr Verantwortung und einen höheren Dienstgrad mit sich bringen. Zudem wolle Saalfeld ja ohnehin nicht mehr mit ihm zusammenarbeiten. Der Abgleich der Fingerabdrücke vom Glas der Klavierlehrerin Marion Schubert ergibt, dass ihre Fingerabdrücke überall im Haus von Jürgen Hahn waren, was allerdings noch nichts besagt. Keppler ordnet einen DNA-Abgleich zwischen den auf einer Strumpfhose bei der Leiche gefundenen Spuren und Marion Schuberts DNA an. Saalfeld überprüft unterdessen das Profil von Carla Schütz auf dem Partnersuchportal. Sie will ein Profil als Lockvogel anlegen und benutzt dafür ein Foto ihrer Mutter. Keppler findet unterdessen in der Wohnung des Toten einen Schriftzug, der nur unter UV-Licht zu lesen ist. Dort steht „Mörder“. Er sucht Marion Schubert auf. Die reagiert gereizt, als er ihr vorhält, dass sie eine berühmte Konzertpianistin hätte werden können, nun aber nur als Klavierlehrerin arbeite. Sie sei eben mittlerweile realistisch, was ihre Möglichkeiten angehe. Er deutet an, dass sie mit Hahn aus finanziellen Gründen zusammen gewesen sei. Er sei schließlich vollkommen unmusikalisch und um einiges älter gewesen. Sie bittet Keppler, sie künftig in Ruhe zu lassen.
Saalfeld sucht einen Mann auf, der mit Carla Schütz über das Portal Kontakt hatte. Der hat eine pflegebedürftige Ehefrau; sie leidet an Parkinson. Carla Schütz habe er vor ein paar Wochen getroffen, er suche aber keine Kontakte mehr auf diesem Wege. Am Tatabend sei er zu Hause gewesen, seine Frau könne dies bezeugen. Schütz sei depressiv und nicht sonderlich unterhaltsam gewesen. Er habe sich mit ihr treffen wollen, um sich ein wenig von seinen eigenen Problemen abzulenken. Saalfeld sucht den nächsten verheirateten Mann auf. Auch der sagt aus, sich vor ein paar Wochen nur auf einen Kaffee mit ihr getroffen zu haben. Als er ihr gesagt habe, dass er verheiratet sei, sei sie wütend weggegangen. Keppler hat inzwischen herausgefunden, dass der Tote sich wegen Marion Schubert hat scheiden lassen. Die Witwe hat Keppler in der Pension untergebracht, in der er auch wohnt. Er bekommt allerdings nicht viel aus ihr heraus. Nachts schleicht sich Birgit Hahn in Joggingkleidung aus ihrem Zimmer. Keppler findet unterdessen heraus, dass Marion Schubert von Jürgen Hahn schwanger war, Jürgen Hahn sie aber zur Abtreibung gezwungen hatte. Keppler ruft mitten in der Nacht Menzel an. Der berichtet ihm schlaftrunken, dass der DNA-Abgleich positiv war. Das Blut im Haus von Hahn stammt von Marion Schubert, auch die DNA-Spuren auf der Strumpfhose bei Hahns Leiche stammen von ihr. Sie war zudem vier Wochen zuvor wegen eines Suizidversuchs im Krankenhaus. Am nächsten Morgen suchen die Beamten noch immer nach der Leiche von Carla Schütz. Keppler sucht erneut Marion Schubert auf, diesmal mit einem Durchsuchungsbeschluss. Er nimmt sie vorläufig fest. In ihrer Wohnung findet er auch die Kreditkarte von Jürgen Hahn, sowie Spritzen und das Mittel, mit dem er sediert wurde. Saalfeld trifft sich mit einer der Internetbekanntschaften, die sie über das Lockvogel-Profil kennengelernt hat. Der Mann war einer der letzten Kontakte von Carla Schütz, hat jedoch ein Alibi.
Keppler verhört Marion Schubert. Sie bestreitet, diejenige gewesen zu sein, die mit der Kreditkarte, die Keppler bei ihr gefunden hat, die Höchstbeträge, die von seinem Konto abgingen, in der Zeit seines Todeskampfes abgehoben zu haben. Sie gibt zu, ihn geliebt zu haben. Sie habe keine Sekunde an Selbstmord gedacht, sie habe sich die Pulsadern in seiner Wohnung aufgeschnitten und es genossen, dass er in dieser Situation vollkommen hilflos war, weil er mit Gefühlen nicht umgehen konnte. Saalfeld sucht unterdessen zum wiederholten Male Michaltschik auf, der etwas mit dem Verschwinden von Carla Schütz zu tun haben könnte. Da sie ihn wieder nicht antrifft, öffnet sie gewaltsam die Tür. Sie findet ihn im Badezimmer in der gleichen Situation vor, in der auch Jürgen Hahn tot aufgefunden worden war. Saalfeld versucht vergeblich, sein Leben zu retten. Unterdessen verhört Keppler weiterhin Marion Schubert, als Saalfeld ihn anruft. Keppler trifft am Tatort ein, Michaltschik ist allerdings bereits ein paar Stunden zuvor verstorben. Saalfeld und Keppler kombinieren, dass sich auch Jürgen Hahn mit Carla Schütz getroffen haben muss. Keppler hat also die Falsche verhaftet. Carla Schütz wäre somit nicht das Opfer, sondern die Täterin, die ihren Selbstmord nur vorgetäuscht hat, um unterzutauchen. Offensichtlich hat sie sich mit Männern getroffen, um sie auszunehmen und dann zu töten. Saalfeld glaubt, dass Schütz einen Komplizen hatte. Unterdessen sieht man, wie ein weiterer Mann in seiner Badewanne gefoltert wird, in der gleichen Situation, in der auch Jürgen Hahn und Michaltschik tot aufgefunden wurden. Keppler durchsucht das Zimmer von Birgit Hahn und findet einen hohen Geldbetrag in ihrer Tasche. Sein Wirt sagt aus, dass Frau Hahn die ganze Nacht weg gewesen, zum Frühstück aber wieder in der Pension gewesen sei. Birgit Hahn kehrt in die Pension zurück. Als sie sieht, dass Keppler ihr Zimmer durchsucht, flüchtet sie, er kann sie aber stellen. Sie bezichtigt Marion Schubert, die Mörderin zu sein. Menzel informiert Keppler unterdessen, dass es sich bei den Mordfällen Hahn und Michaltschik offensichtlich um unterschiedliche Täter handelt, da bei letzterem DNA-Material von einem Mann gefunden wurde. Keppler ist sich sicher, dass Carla Schütz einen Komplizen hatte. Er nimmt Birgit Hahn in die Zange. Sie berichtet, dass ein Gerichtsverfahren zwischen ihr und ihrem Ex-Mann lief, da er ihr jahrelang zu wenig Unterhalt gezahlt hatte, da er vor Gericht verschwiegene Einkünfte gehabt hätte. Deshalb habe sie ihn aufgesucht; durch die Hintertür habe sie eine Frau fliehen sehen. Sie habe sich den Computer ihres Mannes genommen, da sie seine Korrespondenz mit seinem Anwalt benötigte. Daher habe sie sich für die Frau nicht weiter interessiert. Birgit Hahn sagt aus, dass die Frau nicht alleine gewesen sei, ein Mann sei bei ihr gewesen. Den hätte die Polizei doch längst.
Saalfeld findet heraus, dass Michaltschik das gleiche Mittel wie Hahn per Spritze verabreicht bekam. Keppler sucht währenddessen Peter Munz auf, den auch Saalfeld bereits kurz vernommen hatte. Er fordert ihn auf, mit aufs Präsidium zu kommen. Der Mann will fliehen. Keppler kann ihn zunächst stellen, wird aber von der angeblich an Parkinson leidenden Ehefrau niedergeschlagen. Saalfeld erfährt unterdessen von Menzel, dass das Mittel, das man den Opfern gespritzt hat, nur Krebs- oder Parkinson-Patienten oder sonstigen chronisch Kranken verschrieben wird. Keppler liegt gefesselt am Boden, während Carla Schütz, die die angeblich an Parkinson leidende Frau ist, und ihr Komplize sich streiten. Der Mann meint, sie hätten längst aufhören sollen, während sie ausführt, dass der Mann, den sie in seiner Badewanne gefangen hält, noch € 100.000,- in der Schweiz habe und kurz davor sei, zu reden. Schütz bemerkt, dass Keppler nicht mehr bewusstlos ist; sie kündigt an, ihn töten zu wollen. Sie erzählt lachend, dass ihre Opfer plötzlich großzügig wurden, als sie dachten, sie könnten sich freikaufen. Sie hatte zielgerichtet wohlhabende Männer im Internet gesucht. Sie meint, sie hätten es nicht anders verdient, als langsam zu „krepieren“, denn sie hätten ihr Leben lang nichts getan, als andere auszunutzen. Sie erzählt Keppler, dass ihr Komplize Peter Munz der einzige aufrichtige Mensch sei, der ihr begegnet sei. Er habe seine Frau, Beate Munz, doch nur von ihren Schmerzen erlöst; sie sei in deren Rolle geschlüpft, nachdem sie deren Selbstmord vorgetäuscht hatten. Keppler versucht, Carla Schütz und Peter Munz zu beschwören, sie seien bislang nur wegen Totschlags dran. Wenn sie ihn aber töten würden, wären sie wegen Mordes schuldig. Sie werfen Keppler ungerührt in ein Erdloch im Garten, während Saalfeld bei Munz vorfährt. Sie klettert auf das Grundstück. Carla Schütz und Peter Munz tun jedoch so, als seien sie nicht zuhause. Gefesselt und geknebelt liegt Keppler neben der Leiche von Beate Munz. Saalfeld geht durch den Keller in das Haus. Sie findet Kampfspuren im Haus, bevor sie auf Munz trifft. Sie fragt ihn nach Keppler, woraufhin er sich ahnungslos gibt. Saalfeld hört jedoch Kepplers Handy im Haus klingeln.
In diesem Moment wird Saalfeld von Carla Schütz angegriffen. Während des Gerangels wird Peter Munz von einer Kugel ins Bein getroffen und dadurch außer Gefecht gesetzt. Saalfeld überwältigt Schütz und kann sie festnehmen. Nachdem sie Munz und Schütz mit Handschellen gefesselt und Verstärkung gerufen hat, fragt sie nach Keppler; beide verweigern aber die Aussage. Schließlich findet sie Keppler im Erdloch. Verstärkung trifft ein und Keppler wird befreit. Munz und Schütz verweigern weiter die Aussage. Keppler denkt fieberhaft nach, wo das noch lebende Opfer der beiden sich befinden könnte. Keppler findet die Kreditkarte des Opfers. Saalfeld und Keppler fahren zu seiner Wohnung. Sie brechen seine Wohnungstür auf und können das letzte Opfer gerade noch rechtzeitig retten. Saalfeld will sich von Keppler verabschieden, da der ja jetzt nach Wiesbaden geht. Sie bittet ihn, zu bleiben; er entgegnet jedoch, ihm sei alles zu heiß hier. Er will in die Straßenbahn steigen, entscheidet sich dann aber doch, zu bleiben. Er sagt, dass er sie nicht alleine zurücklassen könne.

## Hintergrund
Die Dreharbeiten zu diesem Tatort erfolgten in Leipzig und der Umgebung von Leipzig.

## Rezeption

### Einschaltquoten
Die Erstausstrahlung von Rendezvous mit dem Tod am 20. Februar 2011 wurde in Deutschland von 9,27 Millionen Zuschauern gesehen und erreichte einen Marktanteil von 24,3 % für Das Erste.